# 박승숙
박승숙(朴承淑, 1937년 4월 17일 ~ )은 대한민국의 정치인이다. 인천광역시의회 의장과 인천 중구청장을 역임했다.

## 학력
- 1950년 인천서림국민학교 졸업
- 1953년 인천여자중학교 졸업
- 1956년 인천여자고등학교 졸업

## 경력
- 전국시.도의회 의장협의회 부회장
- 인천 지방법원 민사가사조종위원회 부회장
- 인천지방경찰청 여성아동대책자문위원회 위원장
- 대한인구 보건복지협회 지회장
- 한나라당 인천시지부 수석부위원장
- 인천중부감리교회 장로
- 인천여자고등학교 총동창회장(1989년 ~ 1996년)
- 기독교실업인회 인천지회 지회장(1996년)
- YWCA 인천지회 이사
- 국제와이즈맨 인천수정클럽 회장
- 인천광역시의회 의장
- 인천광역시의회 후반기 부의장(2000년 7월 ~ 2002년 7월)
- 인천광역시의회 2.3.4대 의원(한나라당)
- 제25대 인천광역시 중구청장(2006년 7월 ~ 2010년 6월, 한나라당(인천 최초의 선출직 여성 기초단체장[1])
- 2022년 8월 ~ : 국민의힘 인천시당 고문

## 역대 선거 결과
|  | 39.0% |

|  | 24.0% |

|  | 65.68% |

|  | 51.94% |

|  | 33.79% |